# Ferreira (Hiszpania)
Ferreira – gmina w Hiszpanii, w prowincji Grenada, w Andaluzji, o powierzchni 43,58 km². W 2011 roku gmina liczyła 346 mieszkańców.
Należy zauważyć, że znaczna część obszaru miejskiego znajduje się w Parku Narodowym Sierra Nevada.